# Госпиталь Нобла
Госпиталь Но́бла (исп. Hospital Noble) — историческое здание XIX века в центре Малаги, в районе Ла-Малагета на площади Генерала Торрихоса.
Кирпичное здание в неоготическом стиле по проекту архитектора Хосе Тригерос-и-Тригероса было построено в 1866—1870 годах в соответствии с последней волей английского доктора Джозефа Нобла, умершего в Малаге от холеры в 1861 году. В здании в соответствии с изначальной целью разместилось лечебное учреждение, обслуживавшее как местное население, так и иностранных моряков, прибывавших в близлежащий Малагский порт. Здание располагает небольшим садом со столетними деревьями и фонтаном. В 1931 году при республиканцах здание было передано под муниципальные нужды, но затем было возвращено наследникам Нобла и функционировало как больница вплоть до 80-х годов XX века. В настоящее время в здании размещаются муниципальные ведомства.